# Mechie Trommelen
Michael (Mechie) Trommelen (Waalwijk, 13 augustus 1918 - aldaar, 21 oktober 1994) was een Nederlands ondernemer.
Trommelen was een ondernemer uit Waalwijk, waar hij begon in 1948 met een slagerij. De slagerij had veel klanten uit de directe omgeving van Waalwijk, zoals Elshout en Drunen. Al snel opende hij daarom een tweede slagerij in Drunen.
Omdat een kruidenier ook vlees ging verkopen, opende hij in 1965 een supermarkt onder de naam EM-TÉ, verwijzend naar zijn initialen M T. Dit was het begin van de EMTÉ Supermarkten.
EM-TÉ was een familiebedrijf, maar in 2002 kon dit niet doorgezet worden. Sligro Food Group kocht de organisatie op, maar behield de merknaam EM-TÉ. Op deze manier bleef het familiekarakter van het concern toch gewaarborgd.